# Gravimetria

Un pendolo matematico è il più elementare strumento di misura dell'accelerazione di gravità

La gravimetria è la branca della geofisica che si occupa dello studio e della misura del campo gravitazionale. Tale misura può essere volta anche a determinare indirettamente le caratteristiche della materia che a tale campo ha dato origine, e quindi, ad esempio, a determinare la distribuzione delle masse al di sotto della superficie planetaria, o le anomalie di quota di quest'ultima.

## Unità di misura
Il campo gravitazionale è misurato in unità di accelerazione. L'unità di misura dell'accelerazione, nel sistema internazionale è il metro al secondo quadrato, abbreviato come {\displaystyle m/s^{2}}.
L'unità di misura corrispondente nel sistema cgs è il gal, o galileo (simbolo: Gal), pari ad un centimetro al secondo quadrato. Talvolta le misure vengono inoltre espresse in unità di {\displaystyle g}, pari all'accelerazione di gravità standard sulla superficie terrestre (convenzionalmente pari a {\displaystyle 9,80665\,m/s^{2}} o {\displaystyle 980,665\,Gal}).

## Metodi di misura
Un generico strumento in grado di misurare l'accelerazione gravitazionale è detto gravimetro. Poiché la relatività generale afferma che l'accelerazione gravitazionale è indistinguibile da una qualunque altra accelerazione, il gravimetro può essere considerato un particolare tipo di accelerometro.
Ad esempio, una bilancia a molla può essere considerata un gravimetro se la massa che vi si colloca è nota a priori e si utilizza la misura di peso fornita per risalire all'accelerazione gravitazionale locale.
Per misure più precise, quali quelle richieste per individuare variazioni di densità nelle rocce che formano la crosta terrestre (la cui precisione è dell'ordine dei microgal), sono necessari gravimetri più sofisticati. Ne esistono di vario tipo, tra cui alcuni che sono sostanzialmente delle versioni più raffinate della bilancia a molla descritta in precedenza.

### Storia del gravimetro
Il gravimetro moderno fu inventato da Lucien LaCoste e da Arnold Romberg nel 1936. I due in seguito lo perfezionarono, lavorando anche alla realizzazione di modelli di gravimetro utilizzabili a bordo di navi, modelli resistenti al calore (da impiegarsi per esempio in trivellazioni profonde) e modelli leggeri, portatili. L'impianto del loro progetto rimane in uso ancora oggi, con migliorie nell'acquisizione e nell'analisi dei dati.

### Fattori di qualità
Oltre alla precisione un'altra importante proprietà del gravimetro è la stabilità, che permette di controllare i cambiamenti del campo gravitazionale, i quali possono essere dovuti a spostamenti di masse all'interno della Terra o a movimenti verticali della crosta terrestre cui l'osservatore e il gravimetro sono solidali, con conseguente variazione dell'intensità del campo gravitazionale dovuta alla variata distanza dal centro del pianeta (si ricordi che il campo gravitazionale varia di circa 0.3 mGal al metro d'altezza). Lo studio di tali variazioni del campo gravitazionale fa parte del campo della geodinamica.
Tutti i gravimetri moderni utilizzano le cosiddette molle a lunghezza nulla basate su tecnologia al quarzo per reggere la massa di prova e misurarne le accelerazioni. Tali molle non seguono la legge di Hooke che prevede proporzionalità tra l'elongazione e la forza esercitata: esse invece esercitano una forza proporzionale alla propria lunghezza complessiva.
Grazie a questa tecnologia si possono costruire oscillatori verticali con un periodo dell'ordine del migliaio di secondi, con il risultato di disaccoppiare la massa di test dalle oscillazioni dovute alle vibrazioni locali e al rumore meccanico ottenendo così un aumento notevole nella sensibilità del gravimetro.
L'impiego del quarzo garantisce di minimizzare le interferenze dovute alla presenza di campi elettrici o magnetici. Inoltre la massa di prova è in genere posta in un contenitore sigillato per isolarla dagli effetti dovuti ai cambiamenti di pressione atmosferica e al vento.
Esistono gravimetri progettati per essere montati su veicoli, inclusi aerei e navi. Tali gravimetri speciali sono in grado di tenere conto del moto del veicolo tramite opportuni sensori e di sottrarne l'accelerazione dalle misure. Spesso tale accelerazione è centinaia o migliaia di volte superiore alla risoluzione dello strumento.

## Applicazioni delle prospezioni gravimetriche

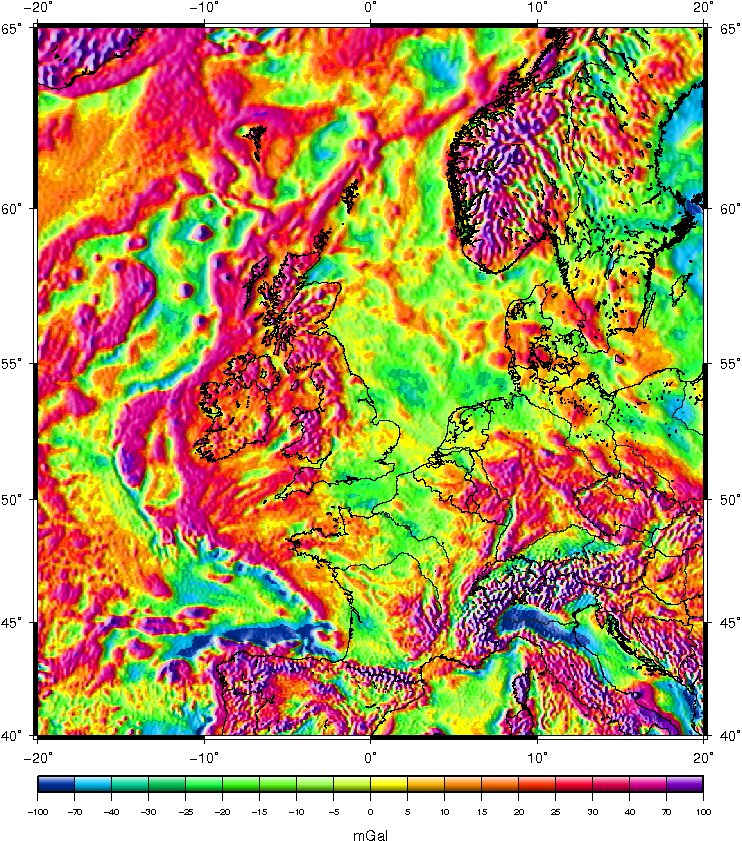
Carta delle anomalie gravimetriche

Le misure gravimetriche di precisione sono oggi largamente utilizzate, in geofisica, per misurare l'anomalia gravitazionale.
Nella prospezione gravimetrica vengono misurate le variazioni delle componenti verticali della gravità che ci sono tra diversi punti del terreno. Questo genere di indagine del suolo trova applicazione:
- Nella ricerca di cavità sotterranee
- Nella valutazione dello spessore degli acquiferi
- Nelle ricerche minerarie
- Nelle ricerche geologiche - geodinamiche su grande e grandissima scala (nell'ordine delle migliaia di chilometri)